# Atanycolus rugosiventris
Atanycolus rugosiventris är en stekelart som först beskrevs av William Harris Ashmead 1889.  Atanycolus rugosiventris ingår i släktet Atanycolus och familjen bracksteklar. Inga underarter finns listade.